# Thuốc ức chế Acetylcholinesterase

Acetylcholine

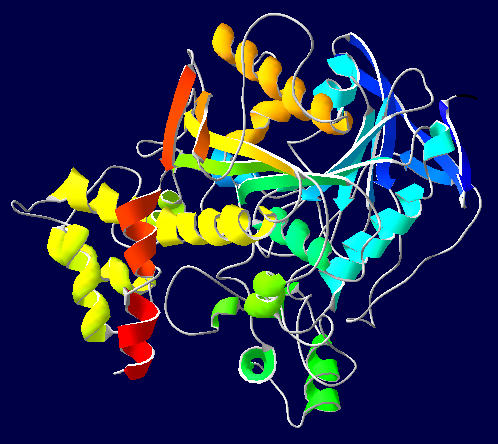
Acetylcholinesterase

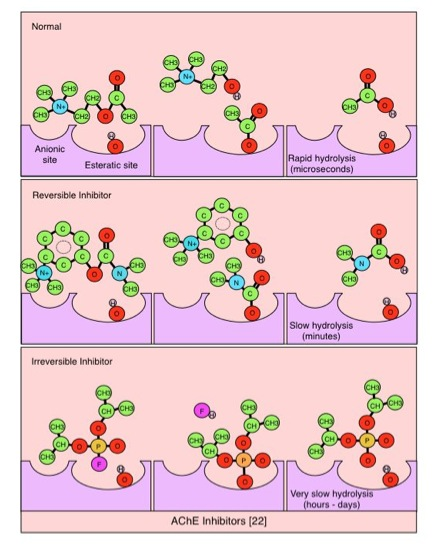
Acetylcholinesterase ức chế

Thuốc ức chế acetylcholinesterase (thường viết tắt là AChEI) hoặc anti-cholinesterase là một chất hóa học hoặc thuốc có khả năng ức chế enzyme acetylcholinesterase phân hủy acetylcholine, do đó tăng cả các nồng độ và thời gian hành động của các chất dẫn truyền thần kinh acetylcholine. Các thuốc ức chế acetylcholinesterase được phân loại thành thể có thể hồi phục, không thể hồi phục, hay gần như không thể hồi phục (còn được gọi là giả-không thể hồi phục).

## Tác dụng không mong muốn
Một số các tác động chính của các thuốc ức chế cholinesterase:
Tác động trên hệ thần kinh phó giao cảm (nhánh phó giao cảm của hệ thần kinh tự chủ) có thể gây chậm nhịp tim, hạ huyết áp, tăng tiết, co thắt phế quản, tăng nhu động đường tiêu hóa, và giảm nhãn áp, tăng trương lực cơ vòng thực quản dưới (LES)
Hội chứng SLUDGE.
Tác động trên khớp thần kinh cơ gây co cơ kéo dài.
Những ảnh hưởng của neostigmine trên buồn nôn và nôn mửa sau phẫu thuật vẫn còn gây tranh cãi và không liên kết rõ ràng trong thực hành lâm sàng, tuy nhiên, đó là bằng chứng tốt để hỗ trợ giảm các yếu tố nguy cơ khi sử dụng các thuốc kháng cholinergic.
Sử dụng các thuốc ức chế cholinoesterase có thể hồi phục chống chỉ định với những bệnh nhân có bí tiểu do tắc nghẽn.

## Ví dụ

### Ức chế có hồi phục
Các hợp chất hoạt động tương tự các chất ức chế cạnh tranh hoặc không cạnh tranh với cholinesterase có hồi phục được sử dụng nhiều trong điều trị. Bao gồm:
Một số phosphate hữu cơ không được đưa vào danh sách
Carbamates
- Physostigmine
- Neostigmine
- Pyridostigmine
- Ambenonium
- Demecarium
- Rivastigmine

Dẫn xuất Phenanthrene
- Galantamine

Caffeine –không cạnh tranh (còn là một chất đối vận receptor Adenosine)
Rosmarinic acid 
Alpha-Pinene 
Piperidines
- Donepezil

Tacrine (THA')
Edrophonium
Huperzine A
Ladostigil
Ungeremine
Lactucopicrin
Acotiamide
Chất gắn hybrid/bitopic